# 平佐良蔵

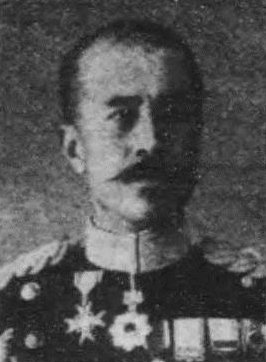
平佐良蔵

平佐 良蔵（ひらさ りょうぞう、1851年7月28日〈嘉永4年7月1日〉 - 1912年〈明治45年〉7月5日）は、日本の陸軍軍人、華族。最終階級は陸軍中将。男爵。

## 経歴
長門国（現在の山口県）にて、平佐蕉雨の長男として生まれる。明治4年9月21日（1871年11月3日）、陸軍少尉に任官。1892年（明治25年）12月、歩兵第10連隊長となり、1895年（明治28年）2月、歩兵大佐に昇進。1897年（明治30年）10月、近衛歩兵第1連隊長に就任した。
1900年（明治33年）4月、陸軍少将に進級し歩兵第10旅団長に就任。1901年（明治34年）7月、台湾守備混成第2旅団長に異動。1903年（明治36年）7月、歩兵第18旅団長に発令され日露戦争に出征。旅順攻囲戦、奉天会戦などを戦った。
1906年（明治39年）7月、陸軍中将に進み第15師団長に親補された。1907年（明治40年）1月28日に退役し、同年9月21日、その功績により男爵の爵位を授爵し華族となった。
1912年（明治45年）7月5日、60歳で死去した。家督は父の蕉雨が継ぎ、男爵も襲爵した。

## 栄典
位階
- 1895年（明治28年）6月8日 - 従五位[3]
- 1907年（明治40年）3月11日 - 正四位[4]
- 1912年（明治45年）7月4日 - 従三位[5]

勲章等
- 1889年（明治22年）11月29日 - 大日本帝国憲法発布記念章[6]
- 1894年（明治27年）11月24日 - 勲三等瑞宝章[7]
- 1906年（明治39年）4月1日 - 功二級金鵄勲章、旭日重光章、明治三十七八年従軍記章[8]
- 1907年（明治40年）9月21日 - 男爵 [9]
- 1912年（明治45年）7月4日 - 勲一等瑞宝章[10]

## 家族
- 父：平佐蕉雨（1829 - 1922） - 大森儀右衛門の次男。良蔵の死後、家督を継ぐも1914年に孫の嘉彦に譲る。
- 妻：長崎シマ（1847 - ?） - 長崎天流の長女。